# Léon Berthet
Léon Berthet, né le 29 septembre 1861 à Annecy (Haute-Savoie) et décédé le 18 mars 1937 à Meyzieu (Isère), est un homme politique français.

## Biographie
Fils de Marie-François Berthet, avocat, il suit le chemin de son père en préparant des études de droit à Lyon, puis intègre en 1886 le barreau d'Annecy.[réf. nécessaire]
Il s'intéresse aux affaires rurales et devient président du syndicat des agriculteurs. Il est conseiller municipal d’Annecy, conseiller d'arrondissement puis conseiller général d'Annecy-Sud de 1895 à 1919.
À la suite de sa victoire contre le député sortant le docteur Thonion qu'il devance de 9 000 voix, il devient député de la Haute-Savoie de 1898 à 1910, inscrit au groupe de l'Union démocratique puis au groupe Radical-socialiste. Il intervient beaucoup sur les transports et les voies de communications. Battu en 1910, il s'inscrit au barreau de Paris, dont il devient bâtonnier.

### Sources
- « Léon Berthet », dans le Dictionnaire des parlementaires français (1889-1940), sous la direction de Jean Jolly, PUF, 1960 [détail de l’édition]